# Luis Duggan
Luis Jorge Duggan Ham (Buenos Aires, 6 marzo 1906 – 12 giugno 1987) è stato un giocatore di polo argentino.
Ha vinto la medaglia d'oro nel polo ai Giochi olimpici di Berlino 1936.